# Riley Pickrell
Riley Pickrell (Victoria, 16 agosto 2001) è un ciclista su strada e pistard canadese che corre per il team Israel-Premier Tech. Velocista, attivo come Elite/Under-23 dal 2021, ha vinto una tappa al Giro d'Italia Giovani Under 23 2022 e una al Tour de l'Avenir 2023.

## Palmarès

### Strada
- 2018 (Juniores)

1ª tappa Tour de l'Abitibi (Rouyn-Noranda > Val-d'Or)
4ª tappa Tour de l'Abitibi (Amos > Val-d'Or)
6ª tappa Tour de l'Abitibi (Senneterre > Val-d'Or)
- 2019 (Juniores)

3ª tappa, 2ª semitappa Tour de l'Abitibi (Malartic > Malartic)
- 2022 (Israel Cycling Academy, una vittoria)

4ª tappa Giro d'Italia Giovani Under 23 (Chiuro > Chiavenna)
- 2023 (Israel Premier Tech Academy, una vittoria)

2ª tappa Tour de l'Avenir (Nozay > Chinon)
- 2024 (Israel Premier Tech, una vittoria)

2ª tappa, 1ª semitappa Sibiu Cycling Tour (Sibiu > Sibiu)
- 2025 (Israel Premier Tech, una vittoria)

1ª tappa Sibiu Cycling Tour (Șura Mică > Sibiu)

#### Altri successi
- 2018 (Juniores)

Classifica a punti Tour de l'Abitibi
- 2023 (Israel Premier Tech Academy)

Gastown Grand Prix

### Pista
- 2018 (Juniores)

Campionati canadesi, Chilometro Junior
Campionati canadesi, Keirin Junior
Campionati canadesi, Americana Junior (con Ethan Ogrodniczuk)
Campionati canadesi, Velocità a squadre Junior (con Ethan Ogrodniczuk e Tyler Davies)
Campionati canadesi, Velocità Junior
- 2022

Discover Lehigh Valley Grand Prix, Omnium (Trexlertown)

## Piazzamenti

### Grandi Giri
- Giro d'Italia

2024: non partito (6ª tappa)

### Classiche monumento
- Giro delle Fiandre

2025: ritirato
- Parigi-Roubaix

2024: fuori tempo massimo
2025: ritirato

### Competizioni mondiali
- Campionati del mondo su strada

Yorkshire 2019 - In linea Junior: ritirato
Glasgow 2023 - In linea Under-23: 48º
- Campionati del mondo su pista

Aigle 2018 - Velocità a squadre Junior: 14º
Aigle 2018 - Scratch Junior: 4º
Aigle 2018 - Velocità Junior: 13º
Aigle 2018 - Chilometro Junior: 22º
Aigle 2018 - Americana Junior: 16º
Francoforte sull'Oder 2019 - Velocità a squadre Junior: 8º
Francoforte sull'Oder 2019 - Inseguimento a squadre Junior: 6º
Francoforte sull'Oder 2019 - Americana Junior: 4º